# Convenzioni di Ginevra
Le convenzioni di Ginevra consistono in una serie di trattati internazionali sottoscritti per la maggior parte a Ginevra, in Svizzera. 
Essi costituiscono, nel loro complesso, un corpo giuridico di diritto internazionale, noto anche sotto i nomi di diritto di Ginevra, diritto delle vittime di guerra e diritto internazionale umanitario.

## Storia
L'impulso iniziale alla stipula di tali convenzioni venne dall'attività di Jean Henri Dunant, motivato dagli orrori di guerra da lui osservati durante la battaglia di Solferino e descritte nell'opera Un ricordo di Solferino, destinata ai sovrani di tutta Europa.
Le Convenzioni proteggono le associazioni umanitarie, come la Croce Rossa, che si trovino a prestare servizio in territorio di guerra, e assicurano il rispetto del personale civile e di quello medico non coinvolto negli scontri. Questo non è un caso: Dunant è proprio colui che ha fondato la Croce Rossa e proprio in conseguenza degli orrori visti durante la battaglia di Solferino.
Dal 1864 ad oggi, sono state sottoscritte numerose Convenzioni di Diritto internazionale umanitario: ognuna delle successive prevede l'ampliamento ed il completamento delle precedenti, ovvero la loro sostituzione. La prima convenzione fu adottata il 22 agosto 1864 a Ginevra, in Svizzera, dai rappresentanti di 12 governi (Svizzera, Baden, Belgio, Danimarca, Spagna, Portogallo, Francia, Assia, Italia, Paesi Bassi, Prussia e Württemberg). Gli Stati Uniti ratificarono tale convenzione solo il 1º marzo 1882.
L'opera di Clara Barton fu fondamentale con la sua campagna per la ratifica della prima Convenzione di Ginevra da parte degli Stati Uniti: essi firmarono nel 1882. Al momento della Quarta Convenzione, le nazioni che le avevano ratificate erano 47.
Le convenzioni antecedenti la seconda guerra mondiale erano sei:
- Convenzione per il miglioramento delle condizioni dei militari feriti in guerra, Ginevra, 22 agosto 1864 (abrogata dalla Convenzione del 1906)
- Convenzione per il miglioramento della sorte dei feriti e malati negli eserciti di campagna, Ginevra, 6 luglio 1906 (abrogata dalla Convenzione del 1929)
- Convenzione per l'adattamento alla guerra marittima dei principi della Convenzione di Ginevra del 1906, L'Aja, 18 ottobre 1907 (abrogata dalla II Convenzione del 1949)
- Convenzione del 25 aprile 1926 concernente le schiavitù
- Convenzione per il miglioramento della sorte dei feriti e malati negli eserciti di campagna, Ginevra, 27 luglio 1929 (abrogata dalla I Convenzione del 1949)
- Convenzione sul trattamento dei prigionieri di guerra, Ginevra, 27 luglio 1929 (abrogata dalla III Convenzione del 1949).

## Le convenzioni in vigore
Nel corso del XX secolo, con il mutare dello scenario internazionale, sono state realizzate nuove convenzioni ed integrazioni a quelle già sottoscritte.
Il 12 agosto 1949 furono adottate quattro convenzioni, destinate a sostituire tutto il corpo giuridico preesistente in materia:
- I Convenzione per il miglioramento delle condizioni dei feriti e dei malati delle Forze armate in campagna, Ginevra, 12 agosto 1949
- II Convenzione per il miglioramento delle condizioni dei feriti, dei malati e dei naufraghi delle Forze armate sul mare, Ginevra, 12 agosto 1949
- III Convenzione sul trattamento dei prigionieri di guerra, Ginevra, 12 agosto 1949
- IV Convenzione sulla protezione delle persone civili in tempo di guerra, Ginevra, 12 agosto 1949

Sessantuno Stati ratificarono le quattro Convenzioni favorendo la successiva ratifica da parte di altri Stati.

### I Protocolli addizionali
Il processo di decolonizzazione e l'estendersi dei conflitti non simmetrici condussero all'integrazione delle Quattro Convenzioni di Ginevra mediante due Protocolli Aggiuntivi, adottati sempre a Ginevra l'8 giugno 1977:
- I protocollo aggiuntivo relativo alla protezione delle vittime dei conflitti armati internazionali, Ginevra, 8 giugno 1977
- II protocollo aggiuntivo relativo alla protezione delle vittime dei conflitti armati non internazionali, Ginevra, 8 giugno 1977.

Poiché la sottoscrizione e la ratifica di questi due protocolli ha incontrato forti opposizioni, specie fra le grandi potenze e le potenze regionali europee, le norme ivi contenute non hanno per il momento assunto valenza di diritto internazionale consuetudinario.
Infine, a causa di recenti avvenimenti che, in alcuni paesi, hanno coinvolto in atti di violenza le strutture della Croce Rossa e della Mezzaluna Rossa, è stato ultimamente adottato un terzo protocollo aggiuntivo, che prevede l'uso, da parte delle organizzazioni internazionali umanitarie, di un simbolo non collegato né confondibile con una qualsiasi confessione religiosa:
- III protocollo aggiuntivo relativo all'adozione di un emblema distintivo aggiuntivo, Ginevra, 8 dicembre 2005.

## Distinzioni
Altre convenzioni ed accordi internazionali delle Nazioni Unite sono state adottate a Ginevra, ma non vanno confuse con i trattati sopra menzionati, anche se ci si riferisce ad essi come «convenzioni di Ginevra». Alcune di esse sono:
- Convenzione di Ginevra sulla circolazione stradale (1949). Sostituita nel 1968 dall'analoga Convenzione di Vienna.
- Convenzione relativa allo status dei rifugiati (1951);
- Convenzione sul mare territoriale e la zona contigua (1958);
- Protocollo relativo allo status dei rifugiati (1967);
- Convenzione su certe armi convenzionali (1980).

Il bracciale internazionale sanitario

## Ilbracciale sanitario internazionale
La 1ª e 2ª convenzione di Ginevra introdussero, il 12 agosto 1949, il bracciale sanitario internazionale per il personale sanitario, da indossare nei limiti e nelle forme indicate dalle citate convenzioni. Esso consiste in una fascia di tela bianca dell'altezza di 10 cm, sulla quale è cucita una croce di panno rosso.
La violazione, da parte del personale che lo indossa, delle condizioni sotto le quali le convenzioni internazionali accordano la protezione, qualora non configurabili come reato, costituiscono comunque grave infrazione disciplinare. Il bracciale si indossa solo con le uniformi da combattimento, di servizio e derivate su entrambe le maniche al di sopra del gomito.

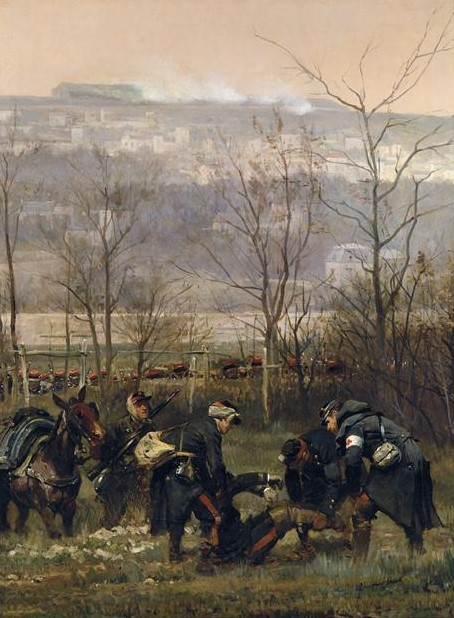
L'utilizzo del bracciale sanitario in questo dipinto di Edouard Detaille, in cui è rappresentata la battaglia di Champigny combattuta nel 1870 all'interno della guerra Franco Prussiana, denota la velocità di sottoscrizione della convenzione di Ginevra a soli 6 anni dalla sua pubblicazione